# Reu
Reu o Ragau (en hebreo: רְעוּ, Rə'ū ISO 259-3 Rˁu) en Génesis era el hijo de Peleg, padre de Serug, abuelo de Nacor, bisabuelo de Taré y el tatarabuelo de Abraham.
Según la Biblia, tenía 32 años cuando nació Serug y vivió hasta los 239 años de edad (Génesis 11:20 {{{2}}}), de acuerdo con el texto masorético. La Pentateuco samaritano afirma que su edad para ser el padre de Serug era de 132 años, y la Septuaginta, por lo tanto le da una edad de 339 años hasta su muerte. 
En el Libro de los Jubileos nombra a su madre como Lomma de Shinar (10:28), y su esposa como Ora, hija de Ur, hijo de Kesed (11:1). Se dice que nació en el momento en que se inició la Torre de Babel.
- Datos: Q2040793